# Ordinul pasionist
| Ordinul Pasionist         | Ordinul Pasionist                      |
| ------------------------- | -------------------------------------- |
| Nume oficial              | Congregația Patimilor lui Isus Cristos |
| Nume popular              | Congregația Pasioniștilor              |
| Fondator                  | Paul al Crucii, Italia                 |
| Data înființării          | 1725                                   |
| Apartenența               | Biserica Romano-Catolică               |
| Patron                    | Isus Cristos                           |
| Sediu                     | Italia                                 |
| Sigla                     |                                        |
| Statut canonic            | recunoscuți de Benedict al XII-lea     |
| Statut actual             | ordin recunoscut                       |
| Vestimentație             | rasă neagră cu stema ordinului         |
| Total membri              | 2.244 frați și 1.712 preoți            |
| Ramura femenină/masculină | masculină                              |
| Sit oficial               | http://www.passiochristi.org/          |
| Ordine religioase         |                                        |

Ordinul Pasionist (Congregația Patimilor lui Isus Cristos, în engleză The Congregation of Discalced Clerks of the Most Holy Cross and Passion of Our Lord Jesus Christ  ) prescurtare CP este un ordin religios din Biserica Romano-Catolică, fondat în 1725 de Paul al Crucii. Este o Congregație clericală masculină recunoscută de papa Benedict al XIII-lea în anul 1725.

## Ordinul pasionist în Valahia
Pentru că populația catolică din Valahia se afla sub jurisdicția Diecezei de Nicopole, cu sediul la Ruse, condusă de episcopi din rândul Ordinului pasionist, începând cu 1804 au fost trimiși la nord de Dunăre primii călugări misionari din acest ordin. Primii misionari din Ordinul pasionist au fost Francesco Ferreri și Giacomo Sperandio, care au ajuns în Valahia la scurt timp după moartea fondatorului ordinului, Paul al Crucii.
După 1812, odată cu mutarea Diecezei de Nicopole ad Hystrum la Biserica Romano-Catolică din Cioplea, episcopii pasioniști și-au mutat reședința episcopală în Valahia, până la insituirea canonică a Arhidiecezei Romano-Catolice din București. 
În 1832 cel de al doilea episcop pasionist, Giuseppe Molajoni, episcop de Nicopole și administrator apostolic al Valahiei, a intenționat să mute reședința din satul Cioplea în București, pe un teren nou achiziționat, fapt realizat în anii următori. În 1847 noua reședință din București a fost mistuită de flăcări, de cel mai mare incendiul produs în noaptea aceluiași an, în București, fiind unul dintre cele mai devastatoare incendii care a mistuit o bună parte din București, zi în care se sărbătoreau Paștile.

## Unde sunt prezenți

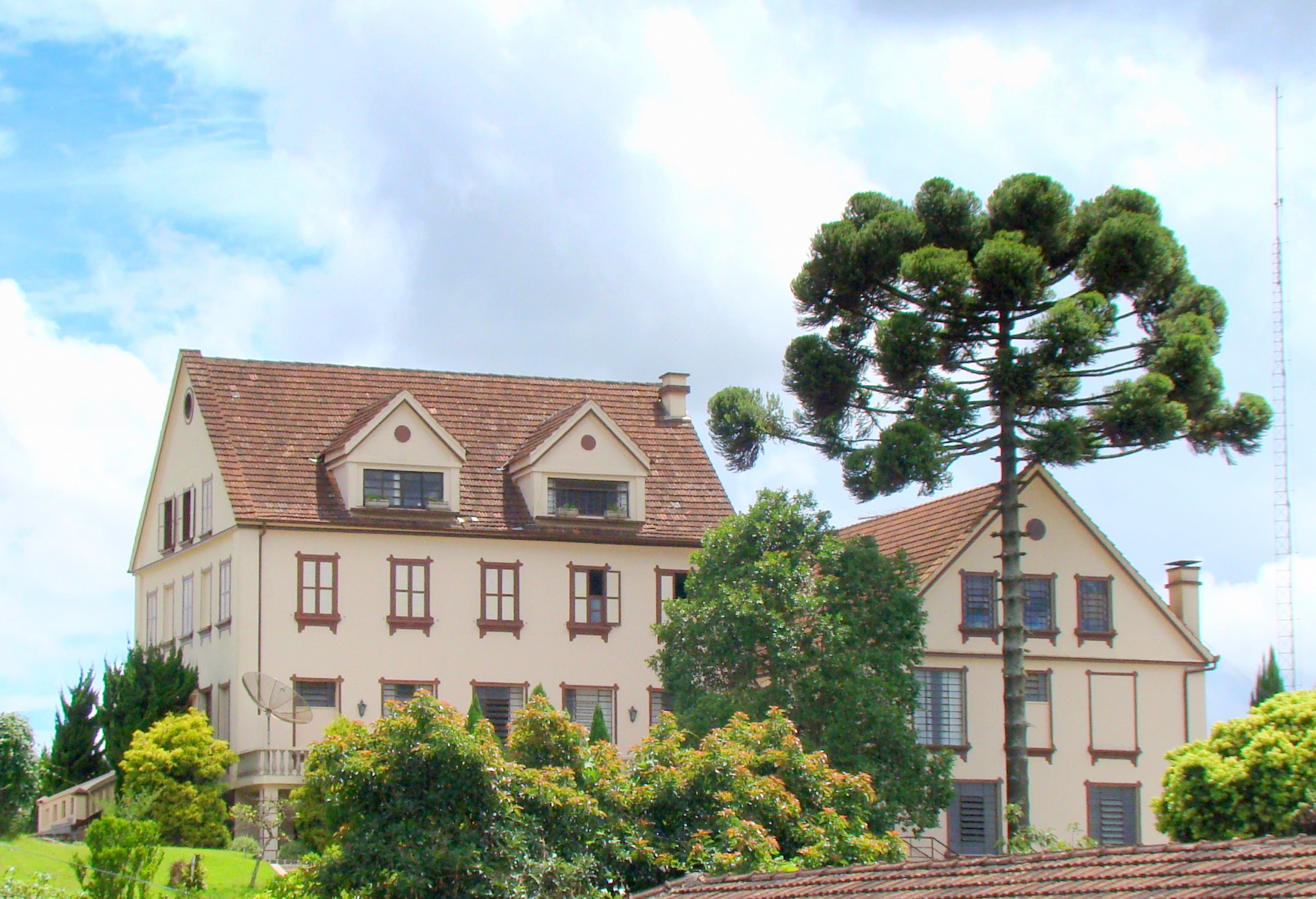
Conventul Passionist în Colombo (zonă metropolitană Curitiba), Paraná, Regiunea Sud a Braziliei.

Congregația Pasioniștilor este prezentă în următoarele țări: în Europa (Austria, Belgia, Bulgaria, Cehia, Franța, Germania, Irlanda, Italia,  Polonia, Portugalia, Regatul Unit, Spania, Elveția, Ucraina), în  America  (Argentina, Bahamas, Bolivia, Brazilia, Canada, Cile, Columbia, Costa Rica, Cuba, Republica Dominicană, Ecuador, El Salvador, Guatemala, Jamaica, Honduras, Mexic, Panama, Peru, Puerto Rico, Statele Unite ale Americii , Uruguay, Venezuela), în  Africa  (Angola, Botswana, Congo, Kenya, Mozambic, Africa de Sud, Tanzania), Asia (Coreea de Sud, Filipine, Japonia, India, Indonezia, Israel) și în  Oceania  (Australia, Papua Noua Guinee)

## Personalități ale ordinului pasionist
- Paul al Crucii, fondatorul ordinului, sfânt în calendarul catolic;
- Vincent Strambi, primul episcop pasionist;
- Gemma Galgani, sfântă;
- Maria Goretti, sfântă;
- Ignatius Paoli (1818-1885), primul arhiepiscop catolic de București;
- Henri Doulcet (1857-1916), episcop de Nicopolis ad Istrum, cu sediul la Ruse;
- Inocențiu Canoura Arnau (1887-1934), martir în timpul războiului civil din Spania;
- Eugen Bossilkov (1900-1952), episcop martir bulgar, fericit.